# وادي القمر، البرازيل
وادي القمر، البرازيل أو وادي دا لوا (بالإسبانية: Vale da Lua)‏: هو نهر يوجد في الحديقة الوطنية في البرازيل وتحديداً في ولاية غوياس، سُمي بهذا الاسم لأن صخوره تُشبه إلى حد كبير سطح القمر؛ ولأنها تكونت منذ حوالي 1.8 بليون سنة، ويتم استغلال صخور هذا النهر في الأبحاث والدراسات؛ كونها غنية بالمعادن والأملاح
، تكونت هذه التشكيلات الصخرية إثر مرور مياه نهر سان ميجيل، ويتغير لون هذه الصخور باستمرا نتيجة لعوامل التعرية وهطول الأمطار.
وقد اعتبرته اليونسكو عام 2001 من مواقع التراث العالمي.